# Астанін Андрій Микитович
Андрі́й Мики́тович Аста́нін (рос. Андрей Никитович Астанин; нар. 27 грудня 1897, село Новоуколово, нині Алексєєвського району Бєлгородської області — пом. 14 червня 1960, Воронеж, Російська Федерація) — генерал-лейтенант (від 16 жовтня 1943 року).

## Біографія
У Російській імператорській армії служив рядовим із 1916 року до квітня 1918 року. Від жовтня 1918 року в Червоній армії.
1922 року закінчив Грозненські піхотні командні курси, 1926 року — Стрілецько-тактичні Курси удосконалення командного складу Робітничо-селянської червоної армії «Постріл» імені Комінтерну, 1934 року — заочно Військову академію РСЧА імені Михайла Фрунзе, від квітня 1949 року навчався на Вищих академічних курсах при Вищій військовій академії імені Климента Ворошилова, які закінчив 1950 року.
Під час громадянської війни Астанін був червоноармійцем 2-го Острогорського полку 2-ї естонської бригади, воював на Південному, Південно-Західному та Західному фронтах, брав участь у радянсько-польській війні 1920 року.
Після війни від вересня 1922 року проходив службу в 38-му стрілецькому полку 13-ї Дагестанської стрілецької дивізії, був командиром взводу, помічником командира і командиром роти, начальником полкової школи, командиром батальйону, помічником командира полку зі строєвої частини. Від березня 1936 року — командир 134-го стрілецького полку 45-ї стрілецької дивізії Уральського військового округу.
Від липня 1938 року — комендант Кам'янець-Подільського укріпленого району, від вересня — начальник управління будівництва № 210. Від серпня 1939 року командував спочатку 140-ю, а від вересня — 131-ю стрілецькими дивізіями. На цій посаді брав участь у Радянсько-фінській війні 1939—1940 років. 4 листопада 1939 року командирові 131-ї стрілецької дивізії Астаніну надано звання комбрига, а 4 червня 1940 року — генерал-майора. З жовтня 1940 року — комендант Струмилівського укріпленого району. Від травня 1941 року — помічник командувача військ Прибалтійського військового округу з питань укріплених районів.
З початком Німецько-радянської війни Астанін на тій же посаді. Від 11 липня 1941 року — виконувач обов'язків командира 41-го стрілецького корпусу у складі 11-ї армії Північно-Західного фронту, далі командував Південною оперативною групою Ленінградського фронту.
У ході оборонних боїв на дальніх підступах до Ленінграда корпус брав участь у контрударах по противнику в районах міст Сольці та Стара Руса Новгородської області. Від вересня 1941 року — заступник командувача з питань тилу 8-ї армії Ленінградського фронту, яка брала участь в обороні Оранієнбаумського плацдарму. Від листопада 1941 року командував 2-ю Невською, потім Приморською оперативними групами Ленінградського фронту. Брав участь в оборонних боях на підступах до Ленінграда, в ході яких показав себе «здатним організувати та керувати боєм частин. У небезпечній обстановці поводився холоднокровно, націлював підлеглих на виконання поставлених завдань». Від листопада 1942 року — командувач військ внутрішньої оборони Ленінграда. У грудні 1943 року Астаніна призначили командиром 116-го стрілецького корпусу, який у складі 42, 43 і 67-ї армій Ленінградського фронту брав участь у Красносільсько-Ропшинській, Новгородсько-Лузькій наступальних операціях, в ході яких показав себе «підготовленим генералом, що вміє організувати взаємодію. Багато уваги приділяє підвищенню бойової виучки особового складу. Особисто хоробрий. У складній обстановці здатний швидко приймати рішення». Від березня 1944 року виконував обов'язки заступника командувача 23-ї армії Ленінградського фронту, на цій посаді брав участь у Виборзькій наступальної операції. Від листопада 1944 року — заступник командувача 8-ї армії, яка визволяла острови Моонзундського архіпелагу, потім обороняла узбережжя Естонії.
Після війни в жовтні 1945 року Астаніна призначили заступником командувача військ Західно-Сибірського військового округу.
Від травня 1950 року помічник командувача 28-ї армії в Білоруському військовому окрузі. Від жовтня 1953 року старший військовий радник командувача військ ВО Чехословацької армії. Від липня 1957 року в запасі.
Нагороджено двома орденами Леніна, трьома орденами Червоного Прапора, орденами Кутузова другого ступеня, Вітчизняної війни першого ступеня, медалями.